# Gyorsacél

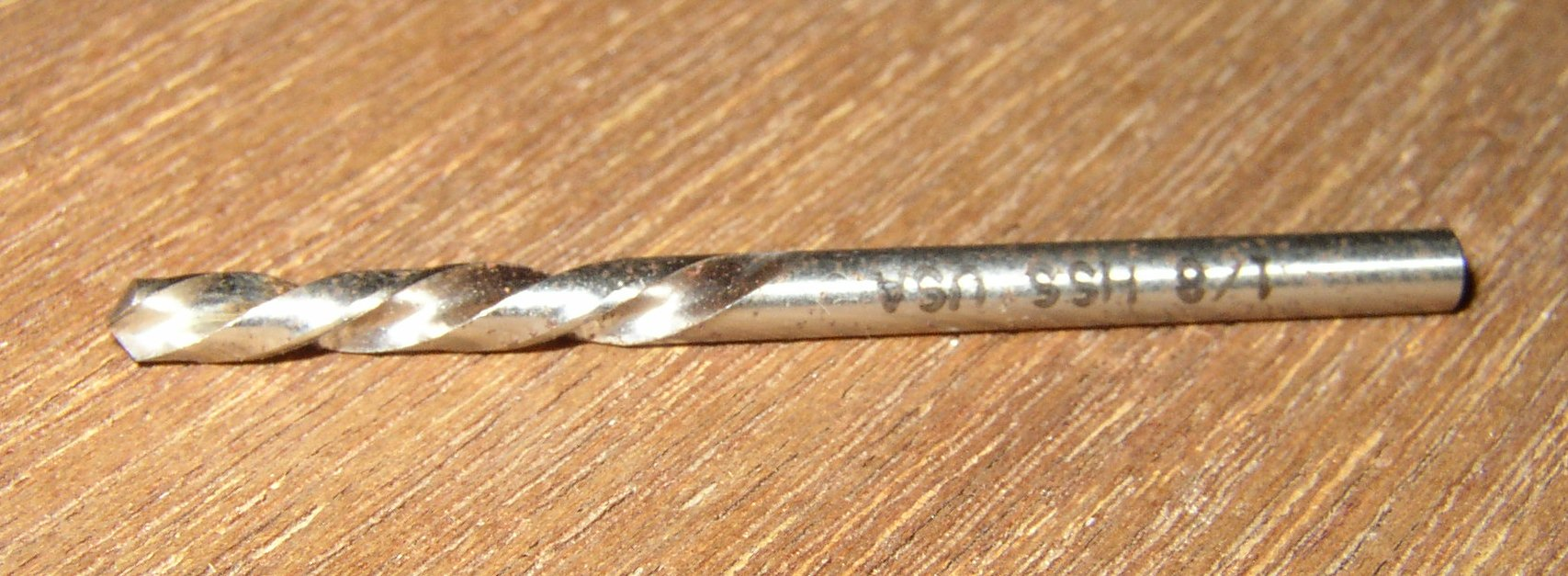
Csigafúró - a legismertebb gyorsacél szerszám (1/8", balos)

A gyorsacél (ismert még: HSS-acél az angol High Speed Steel szavak kezdőbetűiből) olyan erősen ötvözött különleges szerszámacél, amely az egyéb szerszámacélokhoz képest 5–30-szor gyorsabb megmunkálást tesz lehetővé. A gyorsacél szerszámok – összetételtől függően – akár 500–600 °C-ra is felhevülhetnek munka közben a forgácsoló él számottevő károsodása nélkül. A gyorsacél szerszámok keménysége 60 HRC felett van. Rendkívüli tulajdonságait a nagyon kemény és hőálló volfrám-karbidnak, a szemcsefinomító egyéb ötvözeteknek, továbbá a megfelelő hőkezelésnek köszönhetik.
Leginkább ismert gyorsacél szerszám a csigafúró. A csigafúrókon kívül gyorsacélból (is) készülnek például: eszterga-, gyalu- és vésőkések, palást- és hosszlyukmarók, központfúrók, süllyesztők. Előszeretettel alkalmazzák automata gépek hidegalakító-térformázó és kivágó-lyukasztó szerszámainak készítésére is.

## Története
A gyorsacélokat az 1800-as évek végén a növelt sebességű forgácsolási igények miatt fejlesztették ki.
Az első hivatalosan is bejegyzett gyorsacél 1910-ben T1 jelű A T1 jelű gyorsacélt a Crucible Steel Co. szabadalmaztatta.
A II. világháborúban a volfrám hiánya miatt a hiányzó fémet molibdén ötvözővel helyettesítették, amely további új típusokat hozott létre. Az 1970-es évek válságai nyomán további új gyorsacéltípusok kerültek kifejlesztésre. Bár a keményfém elterjedése néhány helyről visszaszorította gyorsacélok használatát a forgácsolás terén (például esztergálás, marás) a gyorsacélok felhasználása továbbra is jelentős.

## Típusai
A II. világháború óta számos új gyorsacéltípust fejlesztettek ki a felhasználás céljától függően. A leggyakrabban használt gyorsacél típusokat és vegyi összetételeiket az 1. táblázat tartalmazza:
1. táblázat
| Szabvány jele | Szabvány jele | Szabvány jele | Szabvány jele | Szabvány jele | Szabvány jele | Vegyi összetétel (%) | Vegyi összetétel (%) | Vegyi összetétel (%) | Vegyi összetétel (%) | Vegyi összetétel (%) | Vegyi összetétel (%) |
| EU            | MSZ           | W.Nr.         | BS            | ASTM/AISI     | JIS           | C                    | Cr                   | W                    | Mo                   | V                    | Co                   |
| ------------- | ------------- | ------------- | ------------- | ------------- | ------------- | -------------------- | -------------------- | -------------------- | -------------------- | -------------------- | -------------------- |
| HS 0-4-1      |               | 1.3325        | BM50          | M50           |               | 0.77-0.82            | 3.9-4.4              |                      | 4.0-4.5              | 0.9-1.1              |                      |
| HS 1-4-2      |               | 1.3326        |               |               |               | 0.85-0.95            | 3.6-4.3              | 0.8-1.4              | 4.1-4.8              | 1.7-2.2              |                      |
| HS 1-8-1      |               | 1.3327        |               |               |               | 0.77-0.87            | 3.5-4.5              | 1.2-2.0              | 8.0-9.0              | 1.0-1.4              |                      |
| HS 2-9-1      |               | 1.3346        | BM1           | M1            |               | 0.84                 | 3.9                  | 1.55                 | 8.6                  | 1.15                 |                      |
| HS 2-9-1-8    | R11           | 1.3247        | BM42          | M42           | SKH-59M       | 1.05-1.15            | 3.5-4.5              | 1.2-1.9              | 9.0-10.0             | 0.9-1.3              | 7.8-8.5              |
| HS 2-9-2      |               | 1.3348        | BM7           | M 7           | SKH-58        | 0.95-1.05            | 3.5-4.5              | 1.5-2.1              | 8.2-9.2              | 1.7-2.2              |                      |
| HS 3-3-2      |               | 1.3333        |               |               |               | 0.95-1.03            | 3.8-4.5              | 2.7-3.0              | 2.5-2.9              | 2.2-2.5              |                      |
| HS 4-5-2-12   |               |               | BM6           | M 6           | -             | 0.8                  | 4.1                  | 4.25                 | 5                    | 1.5                  | 12                   |
| HS 4-8-3      |               |               | BM9V          | M 9           |               | 1.2                  | 4.2                  | 4.25                 | 8.4                  | 2.7                  | 3.4                  |
| HS 6-5-2      | R6            | 1.3339        | BM2           | M2            | SKH-51        | 0.8-0.88             | 3.8-4.5              | 5.9-6.7              | 4.7-5.2              | 1.7-2.1              |                      |
| HS 6-5-2-5    | R8            | 1.3243        | BM35          | M35           | SKH-55        | 0.87-0.95            | 3.8-4.5              | 4.7-5.2              | 5.9-6.7              | 1.7-2.1              | 4.7-5.2              |
| HS 6-5-3      |               | 1.3344        | BM3           | M3:2          | SKH-53        | 1.15-1.25            | 3.8-4.5              | 5.9-6.7              | 4.7-5.2              | 2.7-3.2              |                      |
| HS 6-5-3-8    |               | 1.3244        | BM3           | M3:2          | SKH-53        | 1.15-1.25            | 3.8-4.5              | 5.9-6.7              | 4.7-5.2              | 2.7-3.2              | 8.0-8.8              |
| HS 6-5-4      | R13           | 1.3351        |               |               |               | 1.25-1.4             | 3.8-4.5              | 5.2-6.0              | 4.2-5.0              | 3.7-4.2              |                      |
| HS 6-6-2      | R12           | 1.3350        |               |               |               | 1.0-1.1              | 3.8-4.5              | 5.9-6.7              | 5.5-6.5              | 2.3-2.6              |                      |
| HS9-4-3-11    |               | 1.3208        |               |               |               | 1.41                 | 4.2                  | 8.8                  | 3.6                  | 3.4                  | 11.0                 |
| HS 10-4-3-10  | R14           | 1.3207        | BT42          | T42           | SKH-57        | 1.2-1.35             | 3.8-4.5              | 9.0-10.0             | 3.2-3.9              | 3.0-3.5              | 9.5-10.5             |
| HS 12-1-4-5   |               | 1.3202        | BT15          | T15           | SKH-10        | 1.55                 | 4.4                  | 12.3                 | 0.5                  | 4.8                  | 4.8                  |
| HS 18-0-1     | R3            | 1.3355        | BT1           | T1            | SKH-2         | 0.73-.83             | 3.8-4.5              | 17.2-18.7            |                      | 1.0-1.2              |                      |
| HS 18-1-2-5   |               | 1.3255        | BT4           | T4            | SKH-3         | 0.8                  | 4                    | 18                   | 0.6                  | 1.5                  | 4.6                  |

A gyorsacélok új nemzetközi jelölése HS (High Speed = nagy sebességű), amelyet az ötvözőelemek %-os értékei követnek a következő sorrendben: W-Mo-V-Co. A Cr-tartalmat nem kell feltüntetni, mivel az általában 3,5-4,5%.

## Felhasználási terület
A Magyarországon is elterjedtebb gyorsacélfajták felhasználási területeit a 2. táblázat ismerteti.
2. táblázat
| Jel      | EU jel            | Alkalmazási terület |
| -------- | ----------------- | --- |
| R6 (R12) | HS6-5-2 (HS6-6-2) | Csigafúró, menetfúró, menetmetsző, maró, üregelő szerszám, alakos kés, gépi fűrészlap, faipari kés, hidegfolyató bélyeg, matrica, kivágóbélyeg.        |
| R13      | HS6-5-4           | Az R6 növelt vanádiumtartalmú változata. Esztergakés, alakos kés, üregelő, dörzsár, süllyesztő, hajlító- és domborító szerszám.                        |
| R8       | HS6-5-2-5         | Az R6 kobalttal növelt változata. Alakos kés, csigafúró, süllyesztő, fűrészlap, maró, fogazószerszámok.                                                |
| R9       | HS7-4-2-5         | Esztergakés, alakos kés, nagyobb átmérőjű maró, dörzsár, süllyesztő, nemfémes anyagok forgácsolószerszámai.                                            |
| R14      | HS10-4-3-10       | Esztergakés, alakos kés, hántolószerszám, tárcsa- és alakmaró, fogazó- és famegmunkáló szerszámok.                                                     |
| R11      | HS2-9-1-8         | Ausztenites acélok és nikkel megmunkálására alkalmas szerszámok. Leszúrókés, alakos kés, automata kés, csigafúró, menetfúró, dörzsár, folyatószerszám. |

## Kialakítás
Kisebb szerszámok tömör gyorsacélból általában köszörüléssel érik el végleges méretüket.
A gyorsacéllal való takarékoskodás érdekében gyakran nem a teljes szerszámot készítik gyorsacélból, hanem csak a szerszám dolgozó részét. A szerszám befogó része általában olcsó nemesített elektroacélból (C45 vagy 42CrMo4) készül. Az ilyen szerszám két részét tompahegesztéssel rögzítik egymáshoz. Néha a keményfém váltólapkához hasonlóan cserélhető betétkéseket alkalmaznak, például marófejekben. Ismert az a megoldás is, amikor nemesített vagy betétedzett tüskére feltűzhető szerszámokat alkalmaznak, például palást- és idommarók esetében. Nagymodulú fogazószerszámok esetében (20 modul felett) felrakóhegesztést is alkalmaznak.

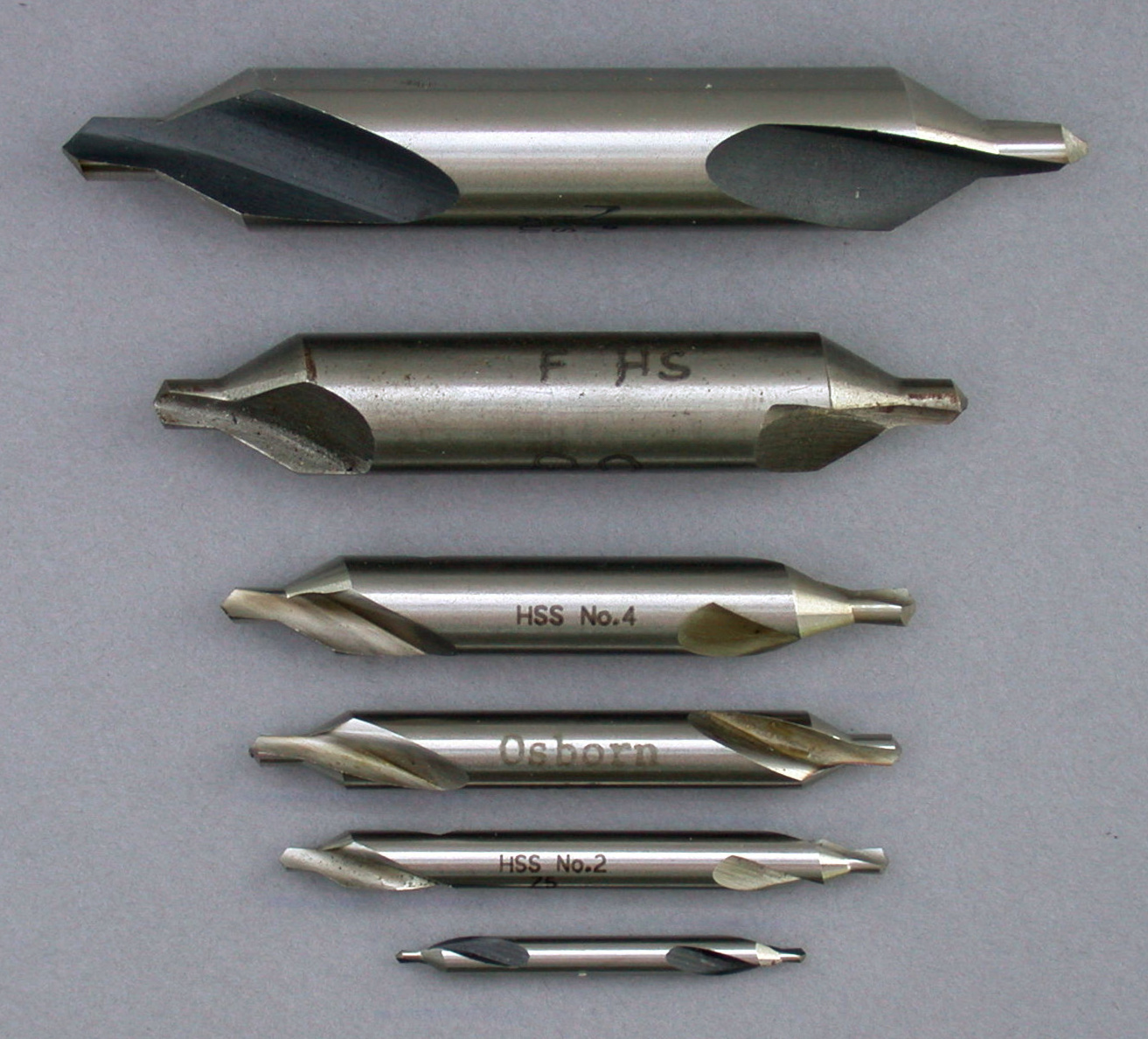
Tömör gyorsacél központfúrók
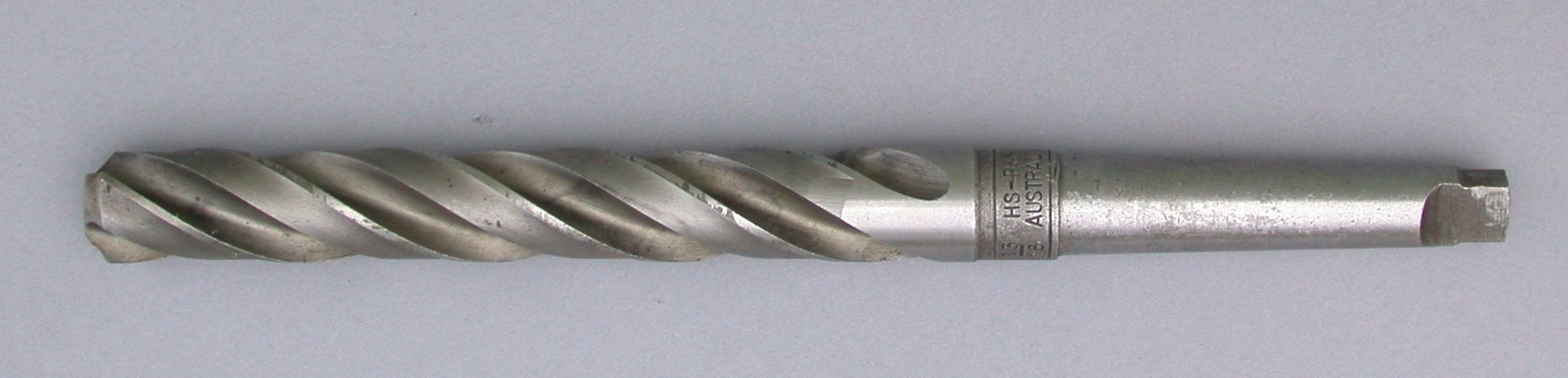
Gyorsacél süllyesztő szénacél szárral
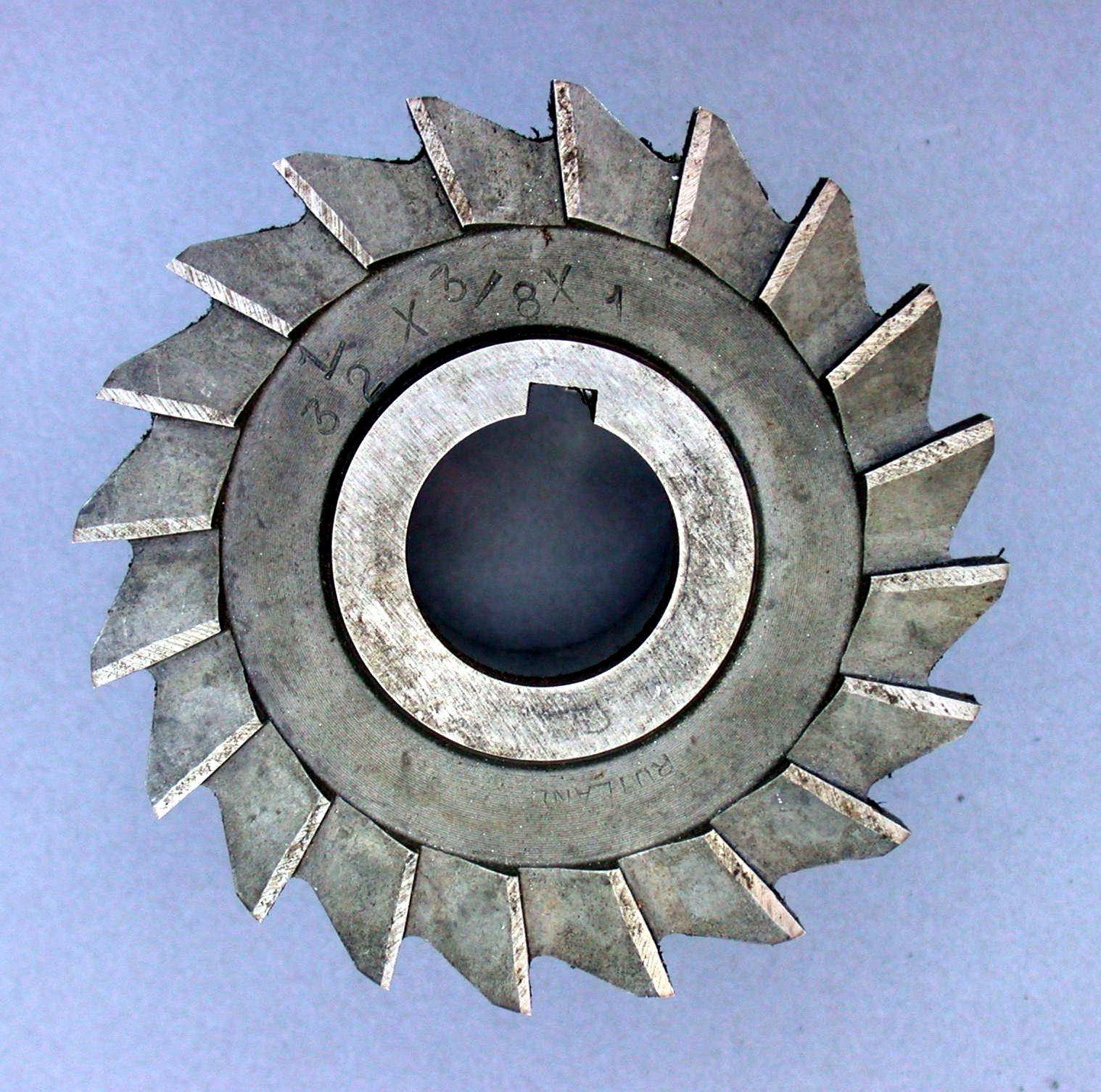
Feltűzhető marószerszám

## Bevonatok
A gyorsacél alapanyagból készült általános célú szerszámok (például a csigafúró) kielégítően működnek hagyományos gépeknél normál forgácsolási sebességet használva. Alkalomszerű, kis és közepes szériáknál való alkalmazásuk még gazdaságosnak is mondható. Vannak azonban esetek, mikor a némileg magasabb szerszámárak ellenére a megmunkálási költségek drasztikusan csökkenthetőek.
Az 1960-as évek végén olyan új alapanyagok kerültek kifejlesztésre, amelyeket az akkoriban elterjedt szerszámokkal szinte reménytelen vállalkozás volt megmunkálni: nagy volt a szakítószilárdságuk és gyakran a szerszámanyagokkal is reakcióba léptek. E tényekből eredő megmunkálási nehézségeket a bevonatos szerszámanyagok kifejlesztése oldotta meg. A bevonatolási eljárások elterjedésével a bevonatos szerszámok ára csökkent; az árcsökkenés azt eredményezte hogy az ezredforduló körül általánossá vált a hagyományos, aránylag könnyen megmunkálható fémek bevonatolt szerszámokkal való megmunkálása nemcsak a forgácsolás, hanem az egyéb anyagalakítás terén is. A bevonatok terjedése olyan mérvű, hogy az általános célú szerszámok között is megjelentek a bevonatos szerszámok. Egyszerűbb esetekben a bevonat csupán általános korrózióvédelemre szolgál.

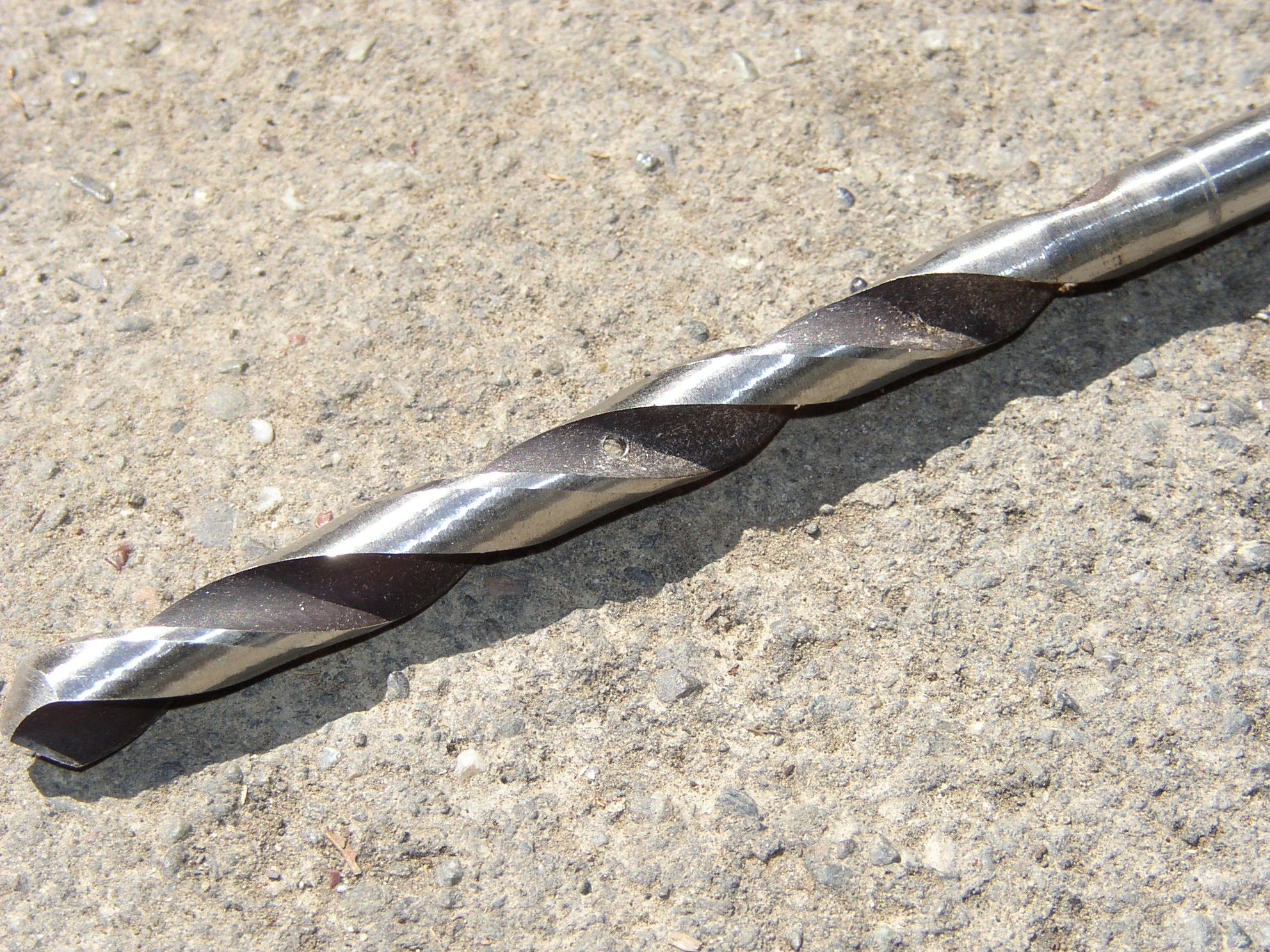
Bevonat nélküli gyorsacél csigafúró
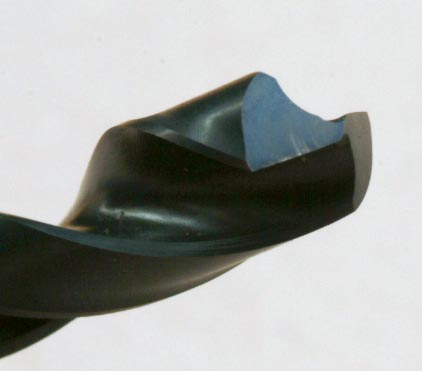
Gyorsacél csigafúró, korrózióvédő bevonattal
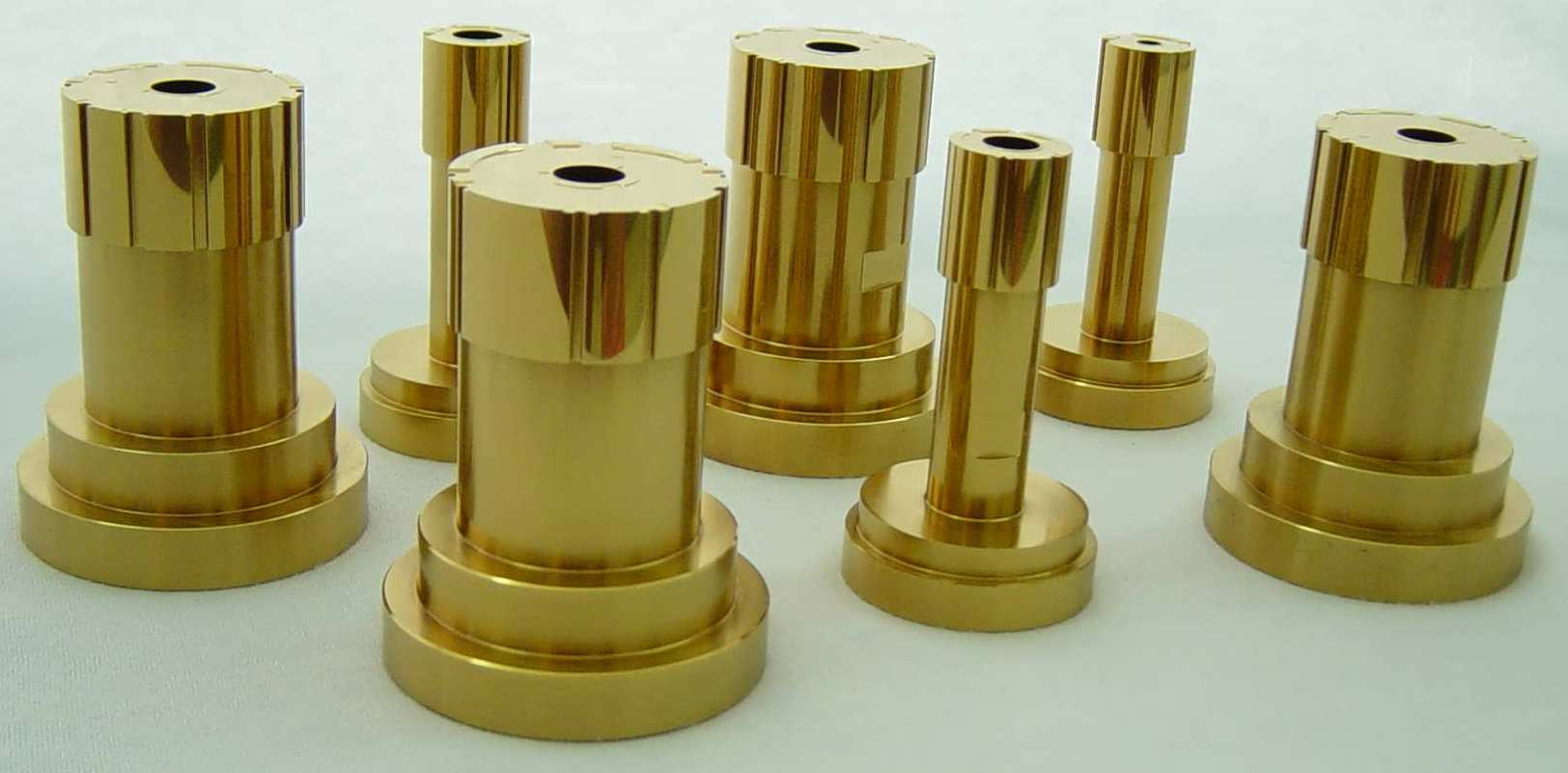
Titán-nitrid bevonatú lyukasztóbélyegek
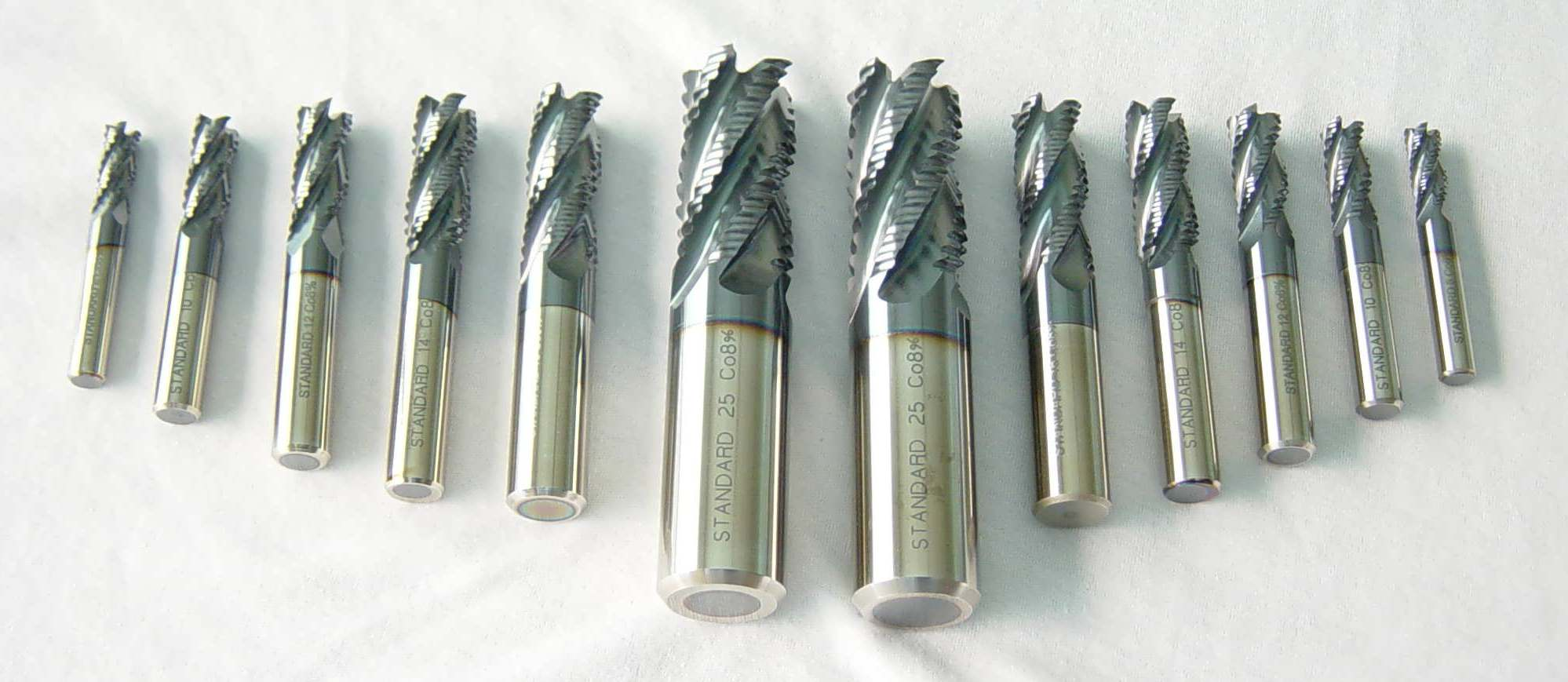
Alumínium-titán-nitrid bevonatú marószerszámok
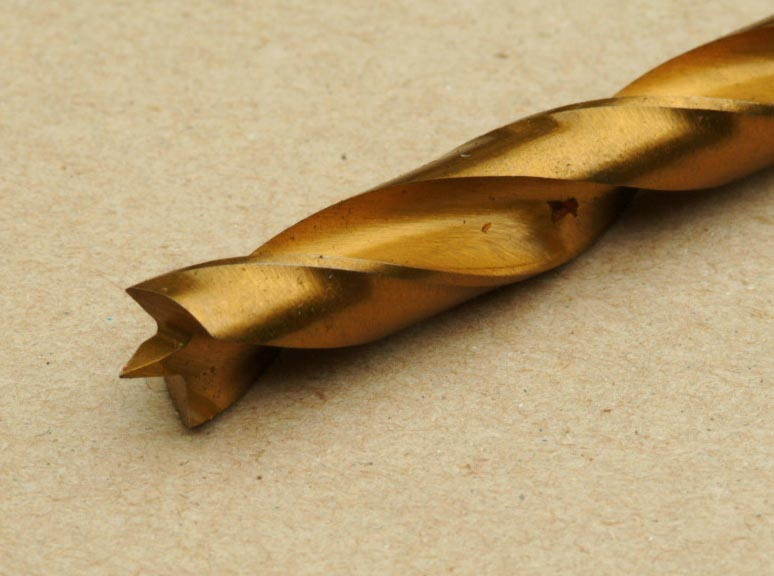
Titán-nitrid bevonatú gyorsacél csigafúró, famegmunkáláshoz

A bevonatok kétszeresére növelik a gyorsacél szerszámanyagokkal elérhető forgácsolási sebességeket. A bevonatok keménysége 3-10-szerese a gyorsacél szerszámnak. Legismertebb a titán-nitrid és a titán-karbid bevonat A bevonatok sokféleképpen készíthetőek: klasszikus eljárás a nitridálás, keménykrómozás és a fémszórás. A forgácsoló szerszámok többsége vákuumgőzöléses eljárással kapja bevonatát. A különféle
bevonatolási eljárások összehasonlítása a 3. táblázatban található.
3. táblázat
| Bevonat                | Keménység, HV | Rétegvastagság, µm | Jellemzők      | Bevonat színe | Max. üzemi hőfok °C |
| ---------------------- | ------------- | ------------------ | -------------- | ------------- | ------------------- |
| Fe 304                 | 400           | Max. 5             | Felületvédelem | Sötétszürke   | 550                 |
| Fe 304                 | 400           | Max. 5             | Felületvédelem | Bronz         | 550                 |
| FeN                    | 1300          | 20                 | Diffúziós      | Szürke        | 550                 |
| Cr                     | 1100          | Max. 5             | Egyrétegű      | Ezüst         | 550                 |
| TiN                    | 2300          | 1-4                | Egyrétegű      | Arany         | 600                 |
| TiCN                   | 3000          | 1-4                | Többrétegű     | Kékesszürke   | 500                 |
| TiAlN                  | 3300          | 3                  | Nanostruktúra  | Szürkésfekete | 900                 |
| TiAlN                  | 3500          | 1-3                | Egyrétegű      | Ibolyaszürke  | 900                 |
| CrN                    | 1750          | 3-4                | Egyrétegű      | Ezüstszürke   | 700                 |
| Ti, C, N               | 2900          | 3,5-3,7            | Összetett      | Réz           | 475                 |
| AlCrN                  | 3200          |                    | Egyrétegű      | Kékesszürke   | 1100                |
| TiAlN+WC/C             | 3000          | 2-6                | Összetett      | Fekete        | 800                 |
| ZrN                    | 2800          | 2-3                | Egyrétegű      | Aranysárga    | 800                 |
| Polikristályos gyémánt | 8000          | 6, 12, 20          | Egyrétegű      | Világosszürke | 700                 |

## Magyarországi helyzetkép
Magyarországon a rendszerváltás előtti időkben eltérő tulajdonságú és összetételű gyorsacélokat gyártottak az MSZ 4351-56 szerint, amelyek minőségeit és vegyi összetételét a 4. táblázat tartalmazza. A 4. táblázat szerinti összetételű anyagokból még számos helyen komoly mennyiség áll rendelkezésre, amit gazdasági okokból sem célszerű megsemmisíteni.
4. táblázat
| Jel | C        | Cr  | W      | Mo      | V       | Co   |
| --- | -------- | --- | ------ | ------- | ------- | ---- |
| R1  | 0.7-0.85 | 4-5 | >17    | 0.5-1.2 | 1-1.5   | 8-12 |
| R2  | 0.7-0.85 | 4-5 | >17    | 0.5-1.2 | 1-1.5   | 4-6  |
| R3  | 0.7-0.9  | 4-5 | >17    | 0.3-1.2 | 0.8-1.5 |      |
| R4  | 0.7-0.85 | 4-5 | >14    | 0.3-1.0 | 0.8-1.2 |      |
| R5  | 0.8-1.05 | 4-5 | 8.5-12 | 0.3-0.8 | 2-3     |      |